# 虬江乡
虬江乡是中国福建省三明市沙县已经撤销的一个乡。

## 历史沿革
2003年，虬江乡撤销并入新成立的凤岗街道、虬江街道。

## 行政区划
撤销前的虬江乡共辖13个行政村，分别是：
西郊村、垅东村、三姑村、龙坑村、际岩村、水美村、井后村、灵元村、金泉村、墩头村、洋坊村、长红村、官南村。